# Henri Pons (architecte)
Pour les articles homonymes, voir Pons.
Henri Pons, ou Jules Marius Henri Pons, est un architecte français né à Rodez le 1er mars 1849, et mort dans la même ville le 26 mai 1909 .

## Biographie
Henri Pons appartient à une très ancienne famille de l'Aveyron. Deux de ses grands-oncles connus sous les noms de Pons de Soulages et Pons de Vayssettes ont joué un grand rôle dans le département. Son père, Marie François Xavier Henri Pons (Palmas, 1825-Montagnac, 1886) a été avocat, avoué au tribunal de Rodez, secrétaire général de la Préfecture en 1870, juge et vice-président du tribunal civil de Rodez. Il est mort en 1886 dans l'exercice de ses fonctions.
Henri Pons a fait ses études au lycée de Rodez, puis, ayant eu l'ambition d'entrer à l'École polytechnique, il est entré à l'internat au collège Sainte-Barbe. Ses goûts artistiques l'ont conduit à choisir finalement de se présenter à l'École des beaux-arts de Paris. Il y est entré en 1868 dans la section d'architecture. Il a été l'élève de Louis-Jules André.
La guerre franco-allemande de 1870 a interrompu ses études. Il est retourné à Rodez. Engagé dans les mobiles, il a participé à des combats sur les bords de la Loire puis en Côte-d'Or. Il est revenu à l'école des beaux-arts à la fin de la guerre. 
Il a obtenu une médaille de 3e classe au Salon de 1875, et une médaille de 2e classe au Salon de 1885. Il a exposé au Palais de l'industrie, seul ou en collaboration, une reconstitution du château de Najac et des reproductions du château de Bournazel et du château de Graves.
Il est entré dans l'atelier de Théodore Ballu avec qui il a participé au concours pour la construction de l'église du Sacré-Cœur de Paris et à la reconstruction de l'Hôtel de ville de Paris.
Il est nommé architecte départemental de l'Aveyron en 1878 après le départ de Jean-Baptiste Vanginot et fait alors toute sa carrière dans ce département. Il va alors se consacrer à des aménagements de sous-préfectures, des constructions de casernes de gendarmerie. On lui doit aussi la construction des églises du Sacré-Cœur de Rodez et de Millau, de l'église de Saint-Affrique, la restauration de l'église Saint-Amans de Rodez, de la restauration des châteaux de la Garde, des Vernhettes à Golinhac, de Canac, et  d'Onet.
Pianiste et musicien, il a aussi composé des musiques dont a donné les partitions à des sociétés musicales, et particulièrement à la « Lyre Ruthénoise ».

## Ouvrages
- Mairie-école du Monastère, en 1882[3].
- Église de Panat, sur le territoire de la commune Clairvaux-d'Aveyron, en 1883-1884.
- Église du Sacré-Cœur de Rodez, en 1886-1898.
- Une aile du Carmel de Rodez, en 1890-1893.
- Agrandissement de l'église Saint-Maurice de Luc-la-Primaube, en 1887-1888[4]
- Église du Sacré-Cœur de Millau, 1887-1892[5],[6].
- Restauration du château d'Onet, en 1891-1895[7].
- Église Notre-Dame de Saint-Affrique, en 1894-1905[8].

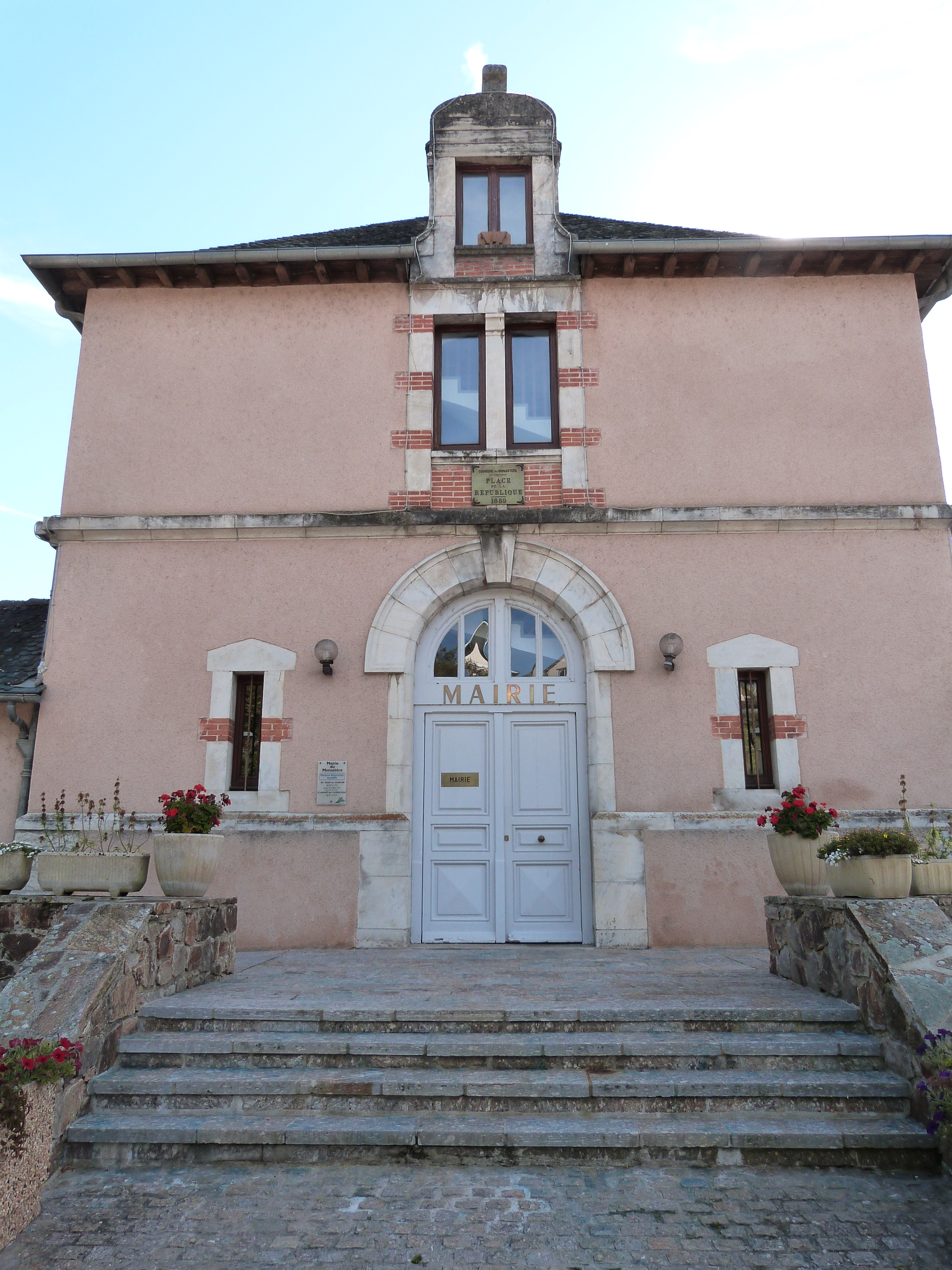
Mairie du Monastère
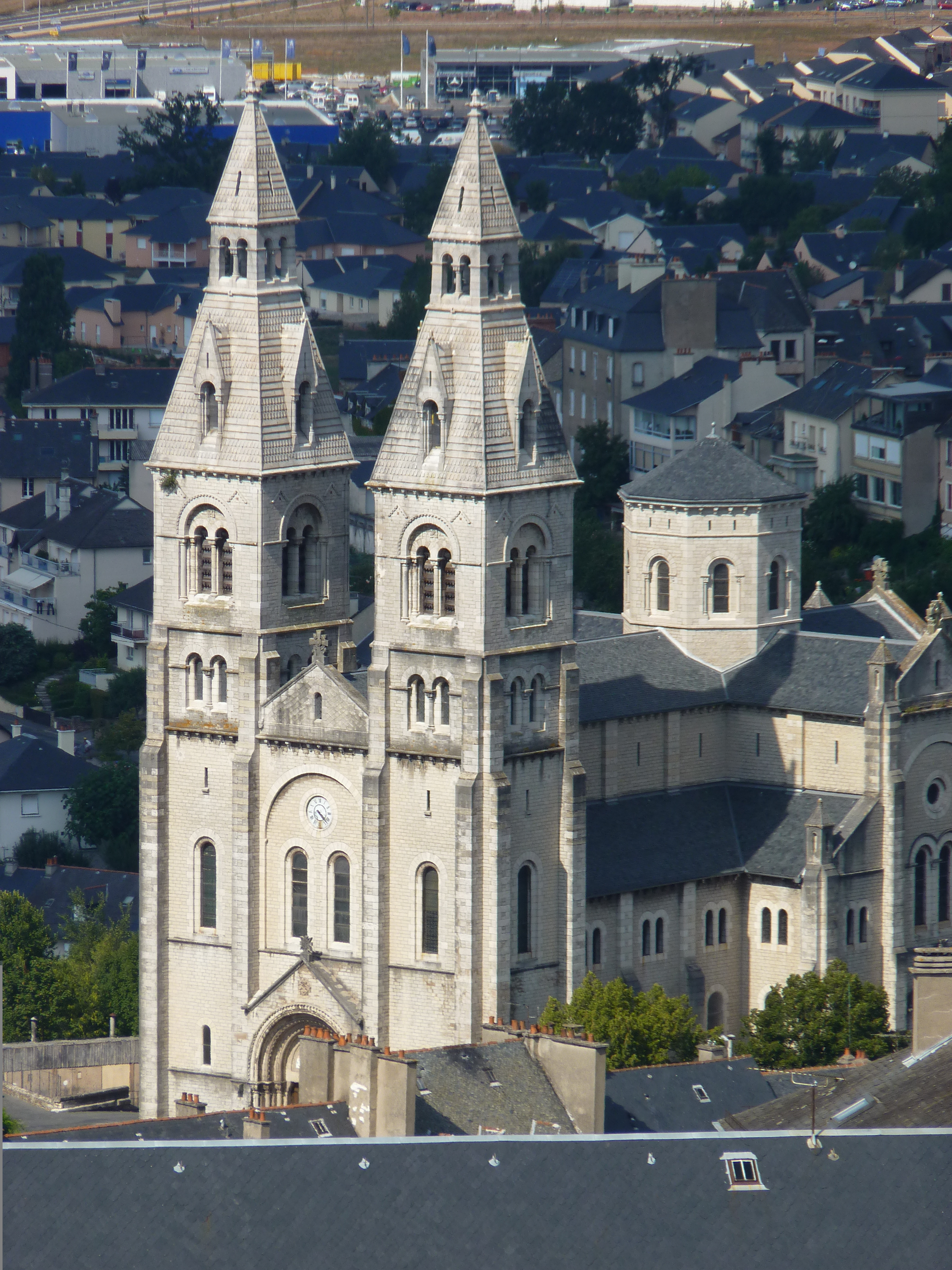
Église du Sacré-Cœur de Rodez
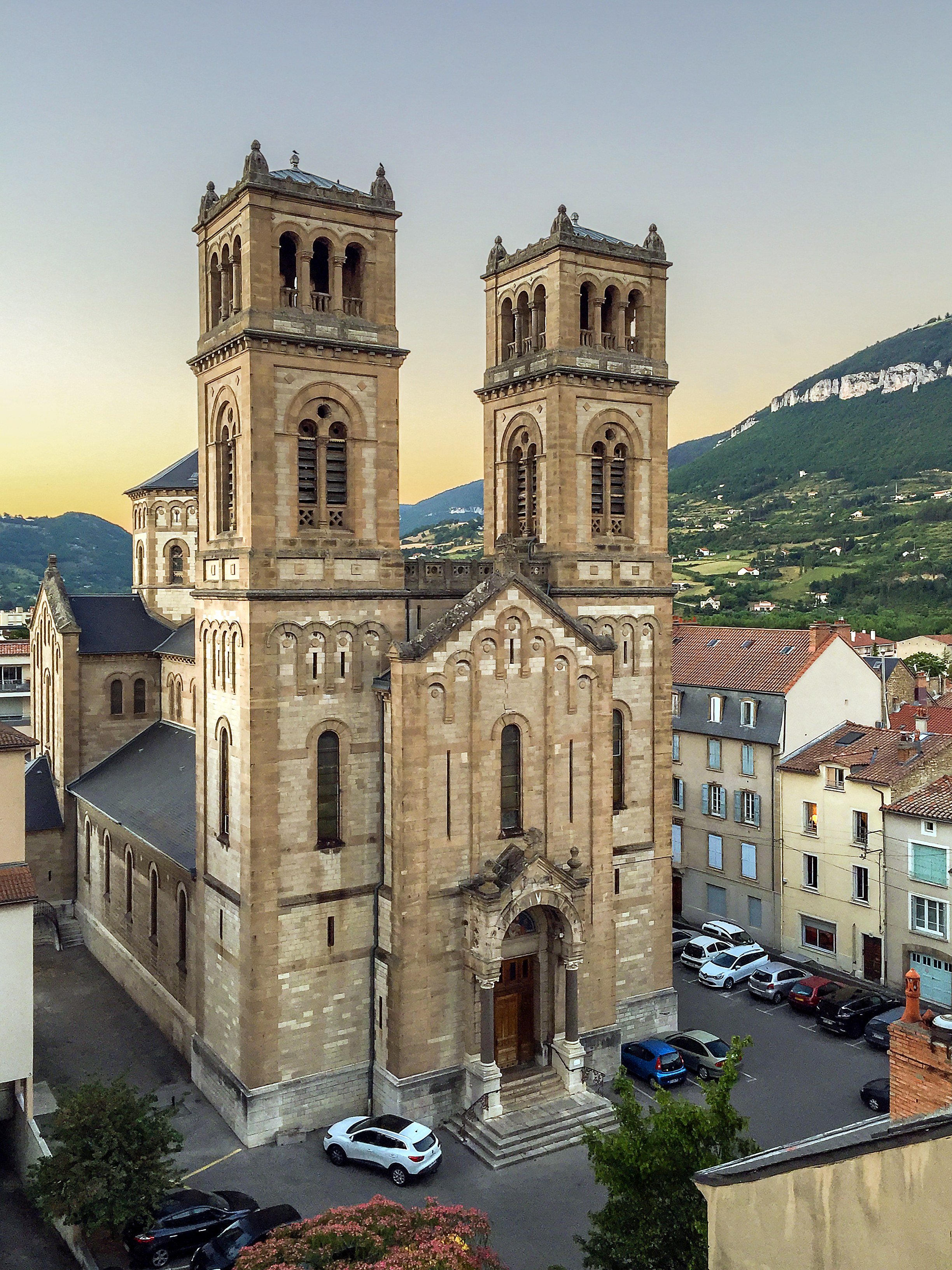
Église du Sacré-Cœur de Millau
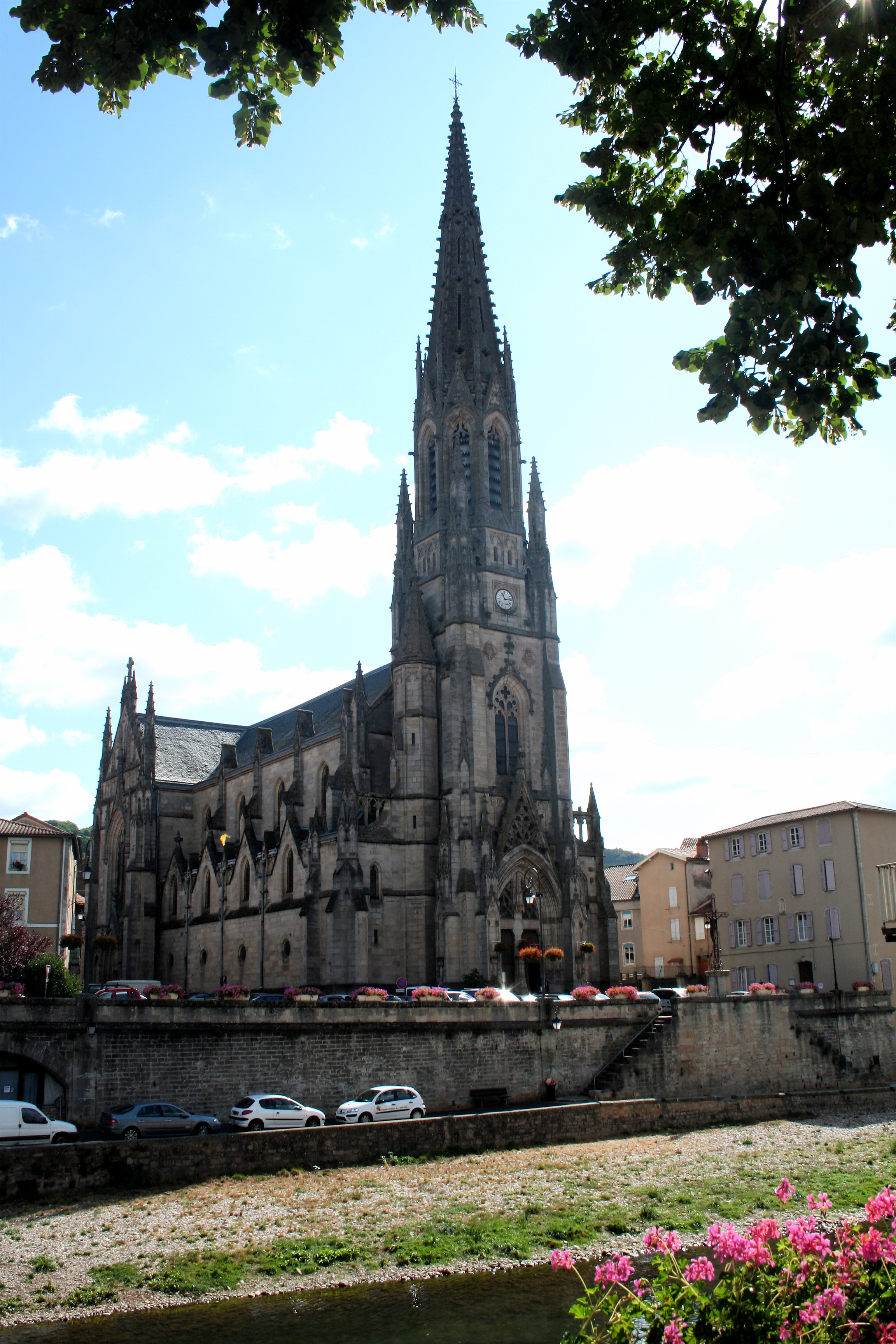
Église Notre-Dame de Saint-Affrique